# دکتر دولیتل ۳
دکتر دولیتل ۳ (انگلیسی: Dr. Dolittle 3) فیلمی در ژانر فانتزی و کمدی به کارگردانی ریچ تورن است که در سال ۲۰۰۶ منتشر شد.

## بازیگران
- کیلا پرت
- کریستین ویلسون
- جان آموس
- کلم ورذی
- چیلان سیمونز
- نرم مک‌دانلد
- واکر هاوارد
- جیمز کرک